# Andrea Barrientos
Andrea Bruna Barrientos Sahonero (Cochabamba, Bolivia; 30 de marzo de 1989) es una filósofa, activista, vocalista y política boliviana. Actualmente es senadora nacional en la Asamblea Legislativa Plurinacional de Bolivia por la alianza política Comunidad Ciudadana en representación del departamento de Cochabamba.

## Biografía
Andrea Barrientos nació el 30 de marzo de 1989 en la ciudad de Cochabamba. Pertenece a una familia cochabambina proveniente de la región del valle alto.
Ingresó a estudiar la carrera de filosofía y letras en la Universidad Católica Boliviana San Pablo (UCB) de donde se tituló como filósofa de profesión. Ingresó también al ámbito musical, siendo la 
vocalista del grupo cochabambino "Espiral". Con su banda musical, Barrientos participó en diferentes giras y festivales por todo el país.
Andrea Barrientos ingresó también al mundo empresarial digital siendo la cofundadora de la empresa "Andes Business Solutions" y así mismo trabajó junto a "Global Shapers" donde ha desarrollado proyectos enfocados en educación tecnológica, ciudadanía activa y medio ambiente. Más que todo la actividad empresarial de Barrientos se ha enfocado mayormente en el desarrollo de 
startups y procesos innovadores en lo digital.

## Vida política
Es jefa de la Bancada de la Alianza Comunidad Ciudadana, que representa la principal fuerza de oposición en Bolivia.

### Senadora
Volvió nuevamente al cargo de senadora para las elecciones generales de octubre de 2020. 
Fue Jefa de Bancada de Comunidad Ciudadana en el Senado Plurinacional de Bolivia. Secretaria del Comité de Culturas 2020-2021; Secretaria del Comité Ministerio Público y Defensa Legal del Estado 2021-2022; Secretaria del Comité Ministerio Público y Defensa Legal del Estado 2022-2023.